# Safia lydia
Safia lydia är en fjärilsart som beskrevs av Heinrich Benno Möschler 1880. Safia lydia ingår i släktet Safia och familjen nattflyn. Inga underarter finns listade.